# 界画
界画（かいが）は、中国画（中国美術）の技法の一つ。また、その画のこと。屋木画（おくぼくが）、宮室画と呼ばれることもある。

## 概要
定規（界尺）・コンパスを用いて、楼閣や橋などの建築物・舟・車を緻密に描く技法。
発祥は六朝時代といわれ、宋代に隆盛した。

## 著名な作品
- 懿徳太子墓壁画『闕楼儀仗図』 - 705年（唐の神龍元年）に描かれた[2]
- 『清明上河図』